# The Venture Bros.
 (novembre 2020).
The Venture Bros. est une série d'animation pour adultes américaine en 82 épisodes de 23 minutes créée par Christopher McCulloch et diffusée entre le 16 février 2003 et le 7 octobre 2018 sur Adult Swim.
La série est disponible sur Adult Swim France depuis le 31 août 2019 en France sur la chaîne et sur Molotov TV.
Au Canada, la série a d'abord été diffusée sur Teletoon et plus tard sur Adult Swim Canada.

## Synopsis
La série raconte l'histoire de la famille Venture composée des frères adolescents Hank et Dean Venture, de leur père, le scientifique Docteur Thaddeus « Rusty » Venture, et, au début de la série, de l'agent secret Brock Samson. Celle-ci affronte sa némésis auto-proclamée, le Monarch, un papillon super-vilain.

## Production

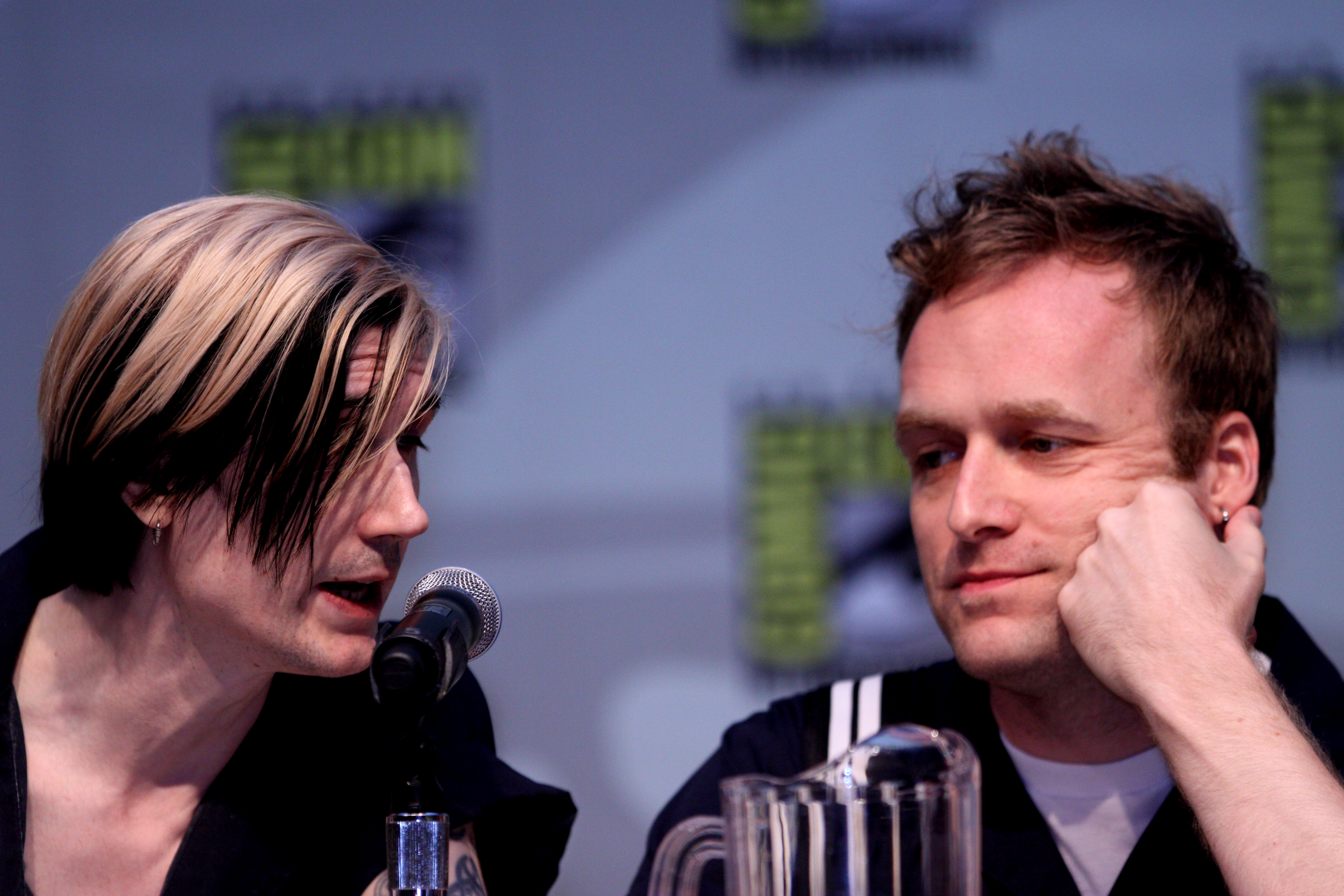
Les coscripteurs de la série Doc Hammer (à gauche) et Jackson Publick (à droite) (2010).

Le créateur Jackson Publick (un pseudonyme de Christopher McCulloch) est l'un des principaux scripteurs de la série Super Zéro (The Tick) diffusé les samedis matins. Ben Edlund, créateur de The Tick, coécrit deux épisodes de The Venture Bros.. Patrick Warburton fait la voix de Brock Samson.
McCulloch établit les grandes lignes de The Venture Bros. un peu avant l'an 2000, après avoir travaillé sur Moumoute, un mouton dans la ville (Sheep in the Big City).

## Saisons
Le 22 mars 2011, on annonce le renouvellement de la série pour une cinquième et une sixième saisons.

## Analyse
Publick et Hammer ont affirmé que l'un des premiers thèmes de The Venture Bros. est l'échec. Dans le Quickcast Commentary: The Venture Bros, en 2006, Doc Hammer indique : « Oui l'échec, c'est le thème central de Venture Bros. Un magnifique et sublime échec.. »